# Dmitar Nemanjić
Dmitar Nemanjić (en cyrillique serbe : Дмитар Немањић, également connu sous la forme de Dimitrije) est un prince serbe, fils de Vukan Nemanjić et neveu du roi Stéphane le Premier-couronné. Il est vénéré sous le nom de Saint David Nemanjić avec le titre de Vénérable (Prepodobni) dans l'Église orthodoxe serbe.

## Biographie
Il est fils de Vukan Nemanjić et a deux frères, Đorđe et Stefan. En avril 1271, il demande à l'empereur byzantin Michel VIII Paléologue d'accorder au monastère de Hilandar une possession située sur le fleuve Strymon. Il prononce alors des vœux monastiques et adopte le nom de David. Il fait également construire le monastère de Davidovica près de Brodarevo sur la rivière Lim en août 1281, avec l'aide de maçons originaires de Raguse. Par la suite, Dmitar est de nouveau mentionné en 1286 lorsqu'il se rend à Jérusalem en pèlerinage. 
Il a un fils nommé Vratislav. Son petit-fils, Vratko Nemanjić, est le père de la princesse Milica, épouse de Lazar Hrebeljanović. Dmitar est vénéré chaque 24 septembre (7 octobre dans le nouveau calendrier) dans l'Église orthodoxe serbe.